# التوعية المسيحية الكاثوليكية
التوعية المسيحية الكاثوليكية في كندا هي منظمة تبشيرية كاثوليكية تعمل في العديد من الجامعات الكندية. كما وتسعى إلى دمج الطلاب في علاقة شخصية مع يسوع، إعدادهم للعيش في الإيمان الكاثوليكي، وكقادة في التبشير.
تخدم المنظمة الطلاب الأكاديميين الكاثوليك في أروقة الجامعات والسكن الجامعي الكنديّة ومن برامجها دراسات دينية أسبوعية في الحرم الجامعي. هذه الدراسات تساعد الطلاب على تعلم المزيد عن دينهم. تشمل الدراسات دراسة الكتاب المقدس، والتعليم المسيحي للكنيسة الكاثوليكية، والكتابات المسيحية الأخرى.

## مواقع خارجية
- الموقع الرسميّ